# بات كيوغ
بات كيوغ (بالإنجليزية: Pat Keogh)‏ هو لاعب كرة قدم بريطاني في مركز الدفاع، ولد في 7 مايو 1976 في غلاسكو في المملكة المتحدة. لعب مع نادي بارتيك ثيسل ونادي كلايد وهاميلتون أكاديميكال.

## وصلات خارجية
- بات كيوغ على موقع Soccerbase.com (لاعب) (الإنجليزية)